# Empty Space
Empty Space är det trettioandra studioalbumet av gitarristen Buckethead, den fjärde delen av Buckethead Pikes serien.
Albumet blev ursprungligen utsläppt via iTunes.  Den materiella utgåvan av albumet släpptes den 7 juli. En global version blev tillgänglig den 14 juli via bucketheads webbsida, buckethead pikes.

## Låtlista
| Nr           | Titel               | Längd |
| ------------ | ------------------- | ----- |
| 1.           | Comb and Wattles    | 3:20  |
| 2.           | Wormers             | 3:22  |
| 3.           | Empty Space         | 4:22  |
| 4.           | Dummy Egg           | 2:56  |
| 5.           | Pullets             | 4:42  |
| 6.           | Perched             | 3:19  |
| 7.           | Hatched             | 3:22  |
| 8.           | Portable Pen        | 2:23  |
| 9.           | Leghorn             | 3:02  |
| 10.          | Scrape the Dirt Off | 1:12  |
| Total längd: | Total längd:        | 32:00 |

## Lista över medverkande
- Buckethead - bas och Gitarr
- Dan Monti - Producent, programmerare och tilläggsbas.
- Albert - Producent
- Psticks - Illustrationer